# Glas javnosti
Glas javnosti est un quotidien serbe publié à Belgrade. Le journal est souvent familièrement appelé Glas. Il appartient à Radisav Rodić qui possède également le journal Kurir.

## Histoire
Glas javnosti a paru pour la première fois le 20 avril 1998 sous le nom de Novi Blic. Il a été créé par des journalistes en rupture avec la ligne éditoriale du journal Blic et désireux de conserver leur indépendance par rapport au régime de Slobodan Milošević. Le nom de Novi Blic fut retiré dès le 25 avril 1998 à la suite d'une décision de justice et remplacé par celui de Glas javnosti, en référence à un journal de Kragujevac paru pour la première fois le 15 juillet 1874. Le quotidien revendique encore aujourd'hui une continuité avec ce célèbre journal du XIXe siècle.
Au moment de sa création, le quotidien, proche de l'opposition, dut à maintes reprises subir les foudres du régime en place ; les 2 et 3 octobre 1999, il fut même interdit de publication.